# Maxixe (Mozambique)
Pour les articles homonymes, voir Maxixe.
Maxixe est une ville portuaire de la province d'Inhambane, au Mozambique. Elle est située dans le sud du pays, à 368 km au nord-est de Maputo. Sa population s'élevait à 108 824 habitants au recensement de 2007.

## Géographie

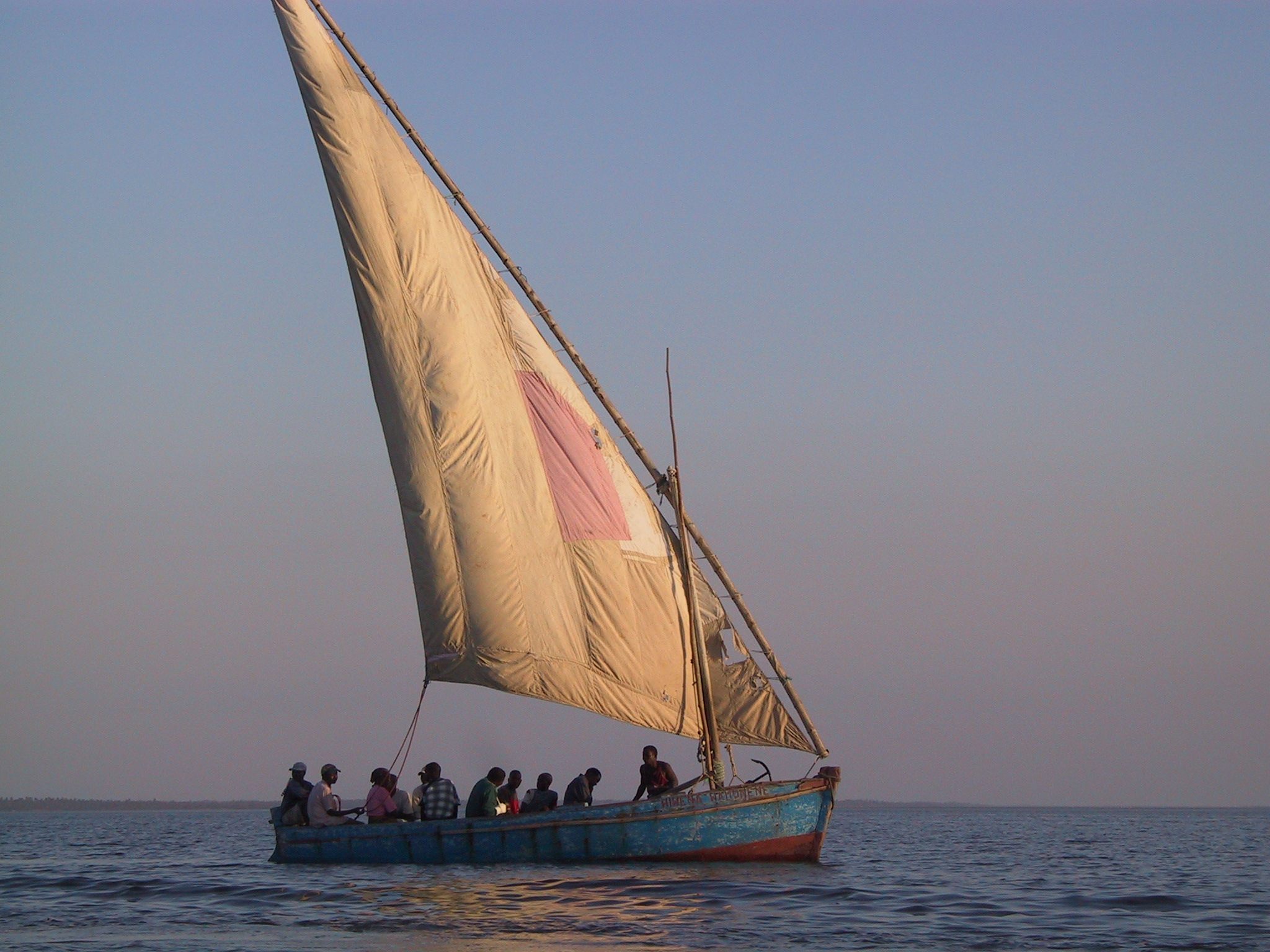
Un dhow faisant la liaison entre Mexixe et Inhambane

Maxixe est le nom d'un chef africain. La ville se trouve au bord de la baie d'Inhambane, qui débouche sur le canal du Mozambique. Elle fait face à la ville d'Inhambane, qui est la capitale de la province bien que moins peuplée. Les deux villes sont distantes de seulement 3 km et reliées tout au long de la journée par des boutres ou dhows et des ferries. Par la route la distance entre les deux villes est d'environ 60 km.

## Infrastructures
Maxixe est une étape importante sur la route nord-sud EN1. Aux voyageurs, la ville propose des magasins, un marché pour les produits frais, des stations-service, des restaurants et des banques.
On trouve à Maxixe:
- 45 écoles primaires (Primárias) et 4 collèges (Secundárias)
- 1 hôpital et 8 centres de santé
- 6 banques
- 7 hôtels [2]

## Population
Recensements ou estimations de la population :
| 1997   | 2007    | 2008    |
| ------ | ------- | ------- |
| 97 173 | 105 895 | 108 824 |